# Решетников, Вениамин Сергеевич
Вениамин Сергеевич Решетников (род. 28 июля 1986 года в Новосибирске) — российский фехтовальщик на саблях, многократный чемпион мира и Европы.

## Биография
С 1997 года начал заниматься фехтованием.
В 2007 году Вениамин Решетников занял третьи места на Универсиаде (в личном и командном первенствах) и в составе команды стал чемпионом Европы. В 2009 году он занял первые места на чемпионате России и чемпионате Европы, в 2010 году на чемпионате мира занял 3 место в личном зачёте и 1 — в командном, в 2011 году занял первое место на чемпионате мира в составе команды. В 2012 году Вениамин Решетников в составе команды занял 1 место на чемпионате Европы, однако на Олимпийских играх в Лондоне не сумел завоевать медалей, зато в 2013 году стал чемпионом России, чемпионом мира и завоевал две медали Универсиады (3 место в личном зачёте и 1 — в составе команды).
Вениамин Решетников завоевал титул чемпиона Европы по фехтованию 2019 года в мужской сабле во время турнира в Дюссельдорфе (Германия).
32-летний Решетников победил своего 25-летнего товарища по команде Камиля Ибрагимова с счетом 15-7 в финале.